# Йожен Боре
Йожѐн Борѐ (на френски: Eugène Boré) е френски езиковед, археолог и католически свещеник, лазарист и мисионер на Балканите и конкретно в Македония.

## Биография
Роден е на 15 август 1809 г. в Анже, Франция. Учи в колеж в родния си град, а след това в католическия колеж Stanislas в Париж, като 18-годишен печели наградата по философия на всички колежи във Франция. Една година учи право, после се посвещава на изучаването на езици и става специалист по ориенталските. Научава арабски, турски, персийски, арменски, иврит и сирийски, отличава се с превъзходен санскритски и е поканен да преподава в Колеж дьо Франс (1833 – 1834).
С реноме на учен, Йожен Боре получава и политически задачи – през 1837 г. е изпратен от правителството и от Академията за надписи и художествена проза на мисия в Османската империя, в Армения и в Персия. Задачата му е не само да състави доклад за състоянието на френските училища и колежи, по-специално лазаристките в Ориента, но и да осъществи дипломатическа мисия в Персия за увеличаване на френското влияние. Там той се изявява и като теренен ориенталист. Пристигайки в Цариград, той е приет във френското посолство. По това време се свързва с лазаристите. При последвалата мисия в Армения Боре се изявява като учен, но проявява интерес към религиозните въпроси и стремеж за приобщаване на населението към католицизма. В Персия също се изявява като агент както на Франция, така и на църквата. В периода 1837 – 1839 г. Конгрегацията на мисията на лазаристите представлява най-добрата гаранция за френското религиозно присъствие в Ориента и Йожен Боре смята, че лазаристите трябва да играят основна роля за християнизацията на региона. През 1840 – 1841 г. той решава да остане в Ориента и да помага на лазаристите да евангелизират населението, но също и да разпространява френското влияние в противовес на английското и руското. Още от първото си пътуване в Армения и Персия той основава множество училища, а след 1841 г. решава да се концентрира в Цариград и да създаде училище в Галата; освен това преподава френски и в колежа на лазаристите в Бебек. Мечтата му е обединяването на християните около папата. Влиза в Конгрегацията на лазаристите през януари 1849 г. в Цариград и е ръкоположен на 7 април 1850 г. От 1851 г. е ръководител на колежа на лазаристите в Бебек. По същото време лазаристите го избират и за апостолически визитатор на провинция Константинопол. Остава в Цариград петнадесет години. Във връзка е с български православни дейци, които се противопоставят на гръцките владици, незачитащи националната им идентичност. Боре предоставя на Драган Цанков печатницата на Сент Беноа, където той издава вестник „България“.
За заслуги към Франция той получава кръста на Почетния легион (1841). Папа Григорий XVI го прави рицар на Златното опълчение през 1842 г. и рицар на Свети Григорий Велики през 1843 г.
Завръща се в Париж и става генерален секретар на Конгрегацията на Мисията (1866 г.), а след това е избран и за неин генерален ръководител (септември 1874).
Умира на 3 май 1878 г. в Париж.

## Произведения
- Saint Lazare ou histoire de la société religieuse arménienne de Méchitar, 1835
- Le couvent de Saint-Lazare à Venise, ou Histoire succincte de l'ordre des Méchitaristes arméniens, suivie de renseignements sur la langue, la littérature, l'histoire religieuse et la géographie de l'Arménie, 1837
- Russie, avec César Famin et Jean-Marie Chopin, Paris, Firmin Didot frères, 1838, 2 vol., réédité en 1857
- Révolutions des peuples du Nord (Paris, W. Coquebert, 1841 – 1842, 4 vol. in-8°)
- Fragment d'un voyage dans l'Asie Mineure, Bulletin de la Société de géographie, II, 1839, p. 382 – 393
- Correspondance et mémoires d'un voyageur en Orient, 2 vol, 1840
- Lettre sur quelques antiquités de la Perse, Journal Asiatique, 1842, p. 227 – 235
- Question des Lieux Saints, 1850
- Mémoire sur les Aghovans, ou Albanais d'Arménie, 1870